# Teoría de la arquitectura

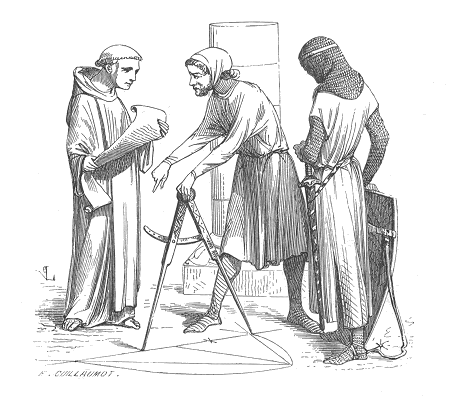
Ilustración de la primera página del «Diccionario razonado de la arquitectura francesa del al » (1856), por Eugène Viollet-le-Duc

La teoría de la arquitectura o arquitectónica es el acto de pensar, discutir, y escribir sobre arquitectura. La teoría arquitectónica se enseña en la mayoría de escuelas de arquitectura y la ponen en práctica los principales arquitectos del mundo. Algunas de las formas que adopta la teoría de la arquitectura son la conferencia, el diálogo, el tratado o libro, y el proyecto en papel o la participación en concursos. La teoría arquitectónica es a menudo didáctica, y los teóricos tienden a mantenerse cerca o a trabajar dentro de escuelas. 
La teoría de la arquitectura ha existido en cierto modo desde la Antigüedad, y en la medida en que la publicación de textos se hizo más común, la teoría de la arquitectura ganó una mayor riqueza. Libros, revistas, y diarios han publicado en el siglo XX un número de trabajos de arquitectos y críticos sin precedentes. Como resultado de ello, los estilos y los movimientos se han creado y disuelto mucho más rápidamente que los modos perdurables de la historia anterior. Es de esperar que el uso de internet fomente el discurso sobre la arquitectura en el siglo XXI.

## Historia

### Antigüedad
Hay poca información o evidencia importante sobre teoría arquitectónica en la Antigüedad antes del siglo I a. C., fecha de la obra de Vitruvio. Esto no significa, sin embargo, que tales trabajos no existieran; muchos de ellos no sobrevivieron a la Antigüedad.
Vitruvio fue un escritor romano, arquitecto, e ingeniero activo en el siglo I a. C. Por lo que hoy sabemos, fue el teórico arquitectónico más prominente de la Antigua Roma, debido a que escribió De architectura (conocido hoy como Los diez libros de arquitectura), un tratado escrito en latín (con algunos términos en griego) sobre arquitectura, dedicado al emperador Augusto. Probablemente escrito entre 27 y 23 a. C., es la única fuente contemporánea importante sobre arquitectura clásica que ha sobrevivido. Dividido en diez secciones o «libros», cubre casi cada aspecto de la arquitectura romana, desde la planificación de la ciudad, a los materiales y la ornamentación, de los templos al abastecimiento de agua, etc. Define con mucho detalle los órdenes clásicos de la arquitectura. También propone las tres leyes fundamentales que deben regir la arquitectura para que sea valiosa: firmitas, utilitas, venustas, que significan ‘firmeza’ (adecuación estructural), ‘utilidad’ (adecuación funcional) y ‘belleza’. 
El redescubrimiento del trabajo de Vitruvio tuvo una influencia profunda en arquitectos del Renacimiento, añadiendo un fundamento arqueológico al auge del movimiento estilístico llamado Renacimiento que ya estaba en marcha. Arquitectos del Renacimiento, como Brunelleschi y Leon Battista Alberti, encontraron en De Architectura la justificación para elevar esta rama del conocimiento al nivel de una disciplina científica.

### Antigua India
Vastu shastra (literalmente ‘ciencia de la arquitectura’) designa a los textos sobre el sistema de construcción tradicional indio, que describen principios de diseño, disposición, medidas, preparación del terreno, distribución del espacio y geometría espacial. Los diseños pretenden integrar la arquitectura con la naturaleza, las funciones relativas de las distintas partes de la estructura y las creencias ancestrales mediante patrones geométricos (yantra), simetría y alineaciones direccionales.
El Brihat samhita de Varahamihira, fechado en torno al siglo VI VI de nuestra era, es uno de los primeros textos indios conocidos con capítulos dedicados a los principios de la arquitectura. Por ejemplo, el capítulo 53 del Brihat samhita se titula «Sobre arquitectura», y en él y en otros lugares se tratan elementos del vastu sastra como «la planificación de ciudades y edificios» y «las estructuras de las casas, la orientación, las plantas, la construcción de balcones», entre otros temas. Otras obras antiguas de vastu shastra son Manasara, etc.

### Edad Media
Siguiendo la tradición del Vastu shastra, en la India varios eruditos medievales escribieron textos de arquitectura. Entre ellos el Manushyalaya Chandrika, sobre arquitectura doméstica, obra de Thirumangalath Neelakanthan Musath, y el Samrangana Sutradhara, un tratado poético sobre arquitectura clásica india, escrito por Bhoja de Dhar.
En la Edad Media europea, los conocimientos arquitectónicos se transmitían por escrito, de boca en boca, y de manera práctica en las logias de los maestros de obras. Debido a lo laborioso de la transcripción, durante esta época se escribieron pocas obras de teoría arquitectónica. La mayoría de las obras escritas durante este periodo eran teológicas, y eran transcripciones de la Biblia. Como la teoría arquitectónica trata sobre estructuras, no se ponía por escrito. El Liber de rebus in administratione sua gestis del abad Suger fue un documento arquitectónico que surgió con la arquitectura gótica. Otro fue la carpeta de dibujos de Villard de Honnecourt, de hacia la década de 1230.
Durante la Edad Media, el conocimiento arquitectónico se transmitía por transcripción, de la palabra de hablada y técnicamente en las presentaciones de los maestros constructores.Debido a la laboriosa naturaleza de la transcripción, pocos ejemplos de teoría arquitectónica fueron escritos en este periodo de tiempo. La mayoría de los trabajos de este periodo eran teológicos, y eran transcripciones de la Biblia, así que las teorías arquitectónicas eran notas sobre las estructuras allí incluidas. El abad Suger escribió Liber de rebus in administratione sua gestis, un documento arquitectónico que emergió con la arquitectura gótica. Otro fue el portafolio de dibujos de Villard de Honnecourt, de la década de 1230 aproximadamente. 
En la dinastía China Song, Li Jie publicó el Yingzao Fashi en 1103, el cual era un tratado arquitectónico que codificaba elementos de arquitectura china.

### Renacimiento
La primera gran obra de teoría arquitectónica de este periodo es de Leon Battista Alberti, el De re aedificatoria, que situó a Vitruvio en el centro de la tradición teórica más profunda de la Edad Moderna. Según Alberti, la buena arquitectura se valida a través de la tríada vitruviana (firmeza, utilidad y belleza). Esta tríada conservó toda su vigencia hasta el siglo XIX. 
El paso al siglo XVII y, en última instancia, al Siglo de las Luces, coincidió con las avanzadas investigaciones matemáticas y ópticas del célebre arquitecto y geómetra Girard Desargues, destacando sus estudios sobre cónicas, perspectiva y la geometría proyectiva.

### Ilustración
La era de la Ilustración presenció un desarrollo considerable de la teoría arquitectónica en el continente europeo. Nuevos descubrimientos arqueológicos, como los de Pompeya y Herculano, impulsaron un nuevo interés en la arquitectura y el arte clásico. Así se acuñó el término neoclasicismo, usado por ejemplo en los escritos del crítico de arte prusiano Johann Joachim Winckelmann, para designar la arquitectura del siglo XVIII, la cual buscaba en estos precedentes clásicos inspiración para el diseño de edificios.
Los teóricos arquitectónicos más importantes de la Ilustración son Julien-David Le Roy, el abad Marc-Antoine Laugier, Giovanni Battista Piranesi, Robert Adam, James Stuart, Georg Friedrich Hegel y Nicholas Revett.

### SigloXIX
Una vibrante corriente de neoclasicismo, heredada del Essai sur l'architecture (1753) de Marc-Antoine Laugier, proporcionó el fundamento a dos generaciones de actividad internacional en torno a los temas centrales del clasicismo, el primitivismo y el «regreso a la naturaleza».
La reacción en contra del dominio de la arquitectura neoclásica se produjo en la década de 1820 con Augustus Pugin, quien proporcionó una base moral y teórica para el surgimiento de la arquitectura neogótica, y en la década de 1840 con John Ruskin quien desarrolló este carácter distintivo.
El escultor americano Horatio Greenough publicó el ensayo American Architecture en agosto de 1843, en el que rechazaba la imitación de estilos arquitectónicos antiguos y esbozó la relación funcional que debía haber entre arquitectura y decoración. Estas teorías anticiparon el desarrollo de funcionalismo en arquitectura moderna.
Hacia el fin del siglo, hubo un florecimiento de la actividad teórica. En Inglaterra, los ideales de Ruskin fomentaron la aparición del movimiento Art and Crafts (Artes y Oficios), ejemplificado por los escritos de William Morris. Esto a su vez formó las bases para el Art Nouveau en el Reino Unido, ejemplificado por el trabajo de Charles Rennie Mackintosh, e influido por la Secesión de Viena. En el continente europeo, las teorías de Viollet-le-Duc y Gottfried Semper proporcionaron el trampolín para una vitalidad enorme del pensamiento dedicado a la innovación arquitectónica y a la renovación del concepto de estilo. 
Semper en particular tuvo una gran repercusión internacional, en Alemania, Inglaterra, Suiza, Austria, Bohemia, Francia, Italia y los Estados Unidos. La generación nacida a mediados del siglo XIX quedó cautivada en gran medida por las oportunidades presentadas por la combinación Semper de historia y metodolgía. Sin embargo, esta generación no se unió en un «movimiento». Sin embargo, parece que coincidieron en el uso que Semper hace del concepto de realismus, por lo que se les ha etiquetado como defensores del realismo arquitectónico. Entre los realistas arquitectónicos más activos estuvieron: Georg Heuser, Rudolf Redtenbacher, Constantin Lipsius, Hans Auer, Paul Sédille, Lawrence Harvey, Otto Wagner y Richard Streiter.

### SigloXX
En 1889 Camillo Sitte publicó Der Städtebau nach seinem künstlerischen Grundsätzen (Planificación de la ciudad según sus principios artísticos) que no era exactamente una crítica de la forma arquitectónica, sino una crítica estética del urbanismo del siglo XIX inspirada en la planificación de la ciudad medieval y barroca. Aunque era un trabajo sobre todo teórico, tuvo un impacto inmediato en la arquitectura por entrelazar las dos disciplinas de la arquitectura y la planificación urbana. El éxito del libro fue tal que aparecieron cinco ediciones en alemán entre 1889 y 1922 y una traducción francesa salió en 1902 (no hubo edición inglesa hasta 1945). Para Sitte, la cuestión más importante no era la silueta o la forma arquitectónica de un edificio sino la calidad de los espacios urbanos que los edificios crean colectivamente, siendo el conjunto más que la suma de sus partes. El Movimiento Moderno rehusó estos pensamientos y Le Corbusier rechazó enérgicamente esta obra. No obstante, el trabajo de Sitte fue revisitado por arquitectos y teóricos posmodernos de los años 70, especialmente después de su reedición en 1986 por Rizzoli en una edición corregida por Collins y Collins. El libro es a menudo citado anacrónicamente hoy como un vehículo para la crítica del Movimiento Moderno.
Louis Sullivan también abordó el tema de las nociones artísticas en relación con el urbanismo en su ensayo de 1896 The Tall Office Building Artistically Considered (‘El edificio alto de oficinas considerado artísticamente’), en el que escribió su famoso eslogan «la forma siempre sigue a la función», una frase que más tarde se adoptaría como principio central de la teoría arquitectónica moderna. Mientras que arquitectos posteriores adoptaron la forma abreviada «la forma sigue a la función» como una polémica al servicio de la doctrina funcionalista, Sullivan escribió sobre la función en referencia a las funciones biológicas del orden natural. Otro influyente teórico de la planificación urbana de esta época fue Ebenezer Howard, fundador del movimiento de las ciudades jardín. Este movimiento pretendía formar comunidades con arquitectura de estilo Arts and Crafts en Letchworth y Welwyn Garden City, y popularizó el estilo como arquitectura doméstica.
En Viena la idea de una arquitectura moderna radicalmente nueva tuvo muchos teóricos y defensores. Uno de los primeros usos impresos del término «arquitectura moderna» se produjo en el título de un libro de Otto Wagner, que ofrecía ejemplos de su propia obra representativa de la secesión vienesa con ilustraciones art nouveau y enseñanzas didácticas a sus alumnos. Poco después, Adolf Loos escribió Ornamento y delito, y aunque su propio estilo suele verse en el contexto del Jugendstil (‘Estilo joven’ en alemán), nombre que se dio en Alemania al Modernismo, su exigencia de «la eliminación del ornamento» se unió al eslogan «la forma sigue a la función» como principio del llamado Movimiento Moderno arquitectónico que llegó a dominar las décadas centrales del siglo XX. Walter Gropius, Ludwig Mies van der Rohe y Le Corbusier sentaron las bases teóricas del Estilo Internacional, cuyo objetivo era utilizar la arquitectura industrializada para remodelar la sociedad. Frank Lloyd Wright, aunque moderno por rechazar los revivals historicistas, fue original en su teoría, que plasmó en copiosos escritos. Wright no se adhirió a los principios del Estilo Internacional, sino que desarrolló lo que él esperaba que sería un movimiento moderno americano, en contraste con el europeo. El estilo de Wright, sin embargo, era muy personal, pues incluía sus particulares puntos de vista sobre el hombre y la naturaleza. Wright era más poético y mantenía firmemente la visión decimonónica del artista creador como genio único. Esto limitó la relevancia de sus propuestas teóricas. Hacia finales de siglo, la arquitectura posmoderna reaccionó contra la austeridad de los principios del Estilo Internacional, considerados excesivamente normativos y doctrinarios.

## Actualidad
En el discurso arquitectónico contemporáneo, la teoría se ha preocupado más por su posición dentro de la cultura en general, y del pensamiento en particular. Por eso los cursos universitarios sobre teoría de la arquitectura pueden dedicar a menudo tanto tiempo a debatir sobre filosofía y estudios culturales como sobre edificios, y por eso la investigación avanzada de posgrado y las tesis doctorales se centran en temas filosóficos relacionados con las humanidades arquitectónicas. Algunos teóricos de la arquitectura pretenden debatir temas filosóficos o entablan diálogos directos con filósofos, como ocurre con el interés de Peter Eisenman y Bernard Tschumi por el pensamiento Derrida, o el interés de Anthony Vidler por las obras de Freud y Lacan, además de su interés por la Poética del espacio de Gaston Bachelard o por los textos de Gilles Deleuze. Este ha sido también el caso de profesores universitarios como Dalibor Vesely o Alberto Pérez-Gómez, y en los últimos años esta orientación filosófica se ha visto reforzada por las investigaciones de una nueva generación de teóricos, como Jeffrey Kipnis o Sanford Kwinter). Del mismo modo, se puede hacer referencia a arquitectos contemporáneos que están interesados en fenomenología y neuroestética, como Sarah Williams Goldhagen, Sarah Robinson y Christian Norberg-Schulz, o que se especializan como filósofos e historiadores de la ciencia, como Nader El-Bizri, que también es un notable fenomenólogo (sobre todo en estudios sobre Heidegger). Otros, como Beatriz Colomina y Mary McLeod, amplían la comprensión histórica de la arquitectura para incluir discursos menores que han influido en el desarrollo de las ideas arquitectónicas a lo largo del tiempo.
Los estudios sobre el feminismo en la arquitectura y sobre la sexualidad y el género como poderosas expresiones culturales también se consideran parte integrante del discurso teórico del siglo XX y se asocian a personas como Dolores Hayden, Catherine Ingraham, Jennifer Bloomer y Sylvia Lavin. La idea de que la teoría implica crítica también deriva de los estudios literarios postestructurales en la obra de muchos otros teóricos y arquitectos, como Mark Wigley y Diana Agrest, entre otros. En sus teorías, la arquitectura se compara con un lenguaje que puede inventarse y reinventarse cada vez que se utiliza. Esta teoría influyó en la llamada arquitectura deconstructivista. En cambio, los innovadores de la sociedad en red, en particular los desarrolladores de software de Silicon Valley, han adoptado el énfasis de Christopher Alexander en The Timeless Way of Building (1979) basado en lenguajes de patrones que se optimizan in situ a medida que se desarrolla la construcción..
Desde el año 2000, la teoría arquitectónica también ha tenido que hacer frente al rápido crecimiento del urbanismo y la globalización. Al desarrollar una nueva comprensión de la ciudad, muchos teóricos han desarrollado nuevas formas de entender las condiciones urbanas de nuestro planeta (por ejemplo, Bigness de Rem Koolhaas). Los intereses por la fragmentación y la arquitectura como objeto efímero han afectado aún más a este pensamiento (por ejemplo, la preocupación por emplear alta tecnología), pero también se han vinculado a preocupaciones generales como la ecología, los medios de comunicación de masas y el economicismo.
En la última década ha surgido la llamada arquitectura digital. Se están desarrollando simultáneamente varias tendencias y metodologías de diseño, algunas de las cuales se refuerzan mutuamente, mientras que otras se oponen. Una de estas tendencias es la biomímesis, que consiste en buscar en la naturaleza, sus patrones, sistemas, procesos y elementos, imitación o inspiración para resolver problemas humanos. Los arquitectos también diseñan edificios de aspecto orgánico para desarrollar un nuevo lenguaje formal. Otra tendencia es la exploración de aquellas técnicas computacionales que están influidas por algoritmos relevantes para los procesos biológicos y que a veces se denominan morfogénesis digital. Al intentar utilizar la creatividad computacional en arquitectura, se emplean algoritmos genéticos desarrollados en informática para hacer evolucionar diseños en un ordenador, y algunos de ellos se proponen y construyen como estructuras reales. Desde la aparición de estas nuevas tendencias arquitectónicas, muchos teóricos y arquitectos han trabajado sobre estas cuestiones, desarrollando teorías e ideas como el Parametricismo de Patrick Schumacher.
El mundo teórico de la arquitectura contemporánea es plural y multicolor. Existen diferentes escuelas dominantes de teoría arquitectónica basadas en el análisis lingüístico, la filosofía, el postestructuralismo o la teoría cultural. Por ejemplo, hay un interés emergente por el redescubrimiento del proyecto posmodernista (Sam Jacob), por la definición de nuevas tendencias radicales en la arquitectura y su implicación en el desarrollo de las ciudades (Pier Vittorio Aureli), por la adhesión a la idea de disciplina y por un nuevo enfoque formalista de la arquitectura a través de la apropiación de conceptos de la filosofía orientada a objetos. Sin embargo, es demasiado pronto para saber si alguna de estas exploraciones tendrá un impacto generalizado o duradero en la arquitectura.
Según Martín-Hernández la teoría hoy puede ser desarrollada, cambiada y modificada con el tiempo, lejos de ser un manifiesto. Se trata, por tanto, de una idea de teoría que no es prescriptiva (como lo había sido desde Alberti hasta Peter Eisenman), sino crítica con la situación de la arquitectura actual, cercana a la «historia crítica» de Tafuri. Una teoría contingente y abierta podría ser la respuesta al rechazo o negación de la teoría.

## Criterios propuestos por Saunders para evaluar la arquitectura
William S. Saunders, editor de Harvard Design Magazine, propuso una serie de criterios para evaluar la arquitectura:
«El entorno construido debe:
1. Acercar al arte;
2. Crear belleza;
3. Conseguir experiencias visuales satisfactorias a través de la escala, la proporción, el equilibrio, el ritmo, la textura, el color, la variación y el patrón;
4. Armonizar la función con la imagen y el simbolismo;
5. Proveer originalidad;
6. Integrarse discretamente en el entorno;
7. Responder a las características de su región y su clima;
8. Apoyar y ejemplificar los objetivos sociopolíticos y la conducta moral;
9. Expresar los ideales de su comunidad/sociedad;
10. No causar daños al ecosistema;
11. Estar bien construido;
12. Satisfacer las aspiraciones del cliente (no la idea que tiene el arquitecto de lo que debería querer el cliente);
13. Llevar a cabo las tareas del arquitecto;
14. Ser sostenible;
15. Proporcionar confort físico y psicológico;
16. Alcanzar sus objetivos económicamente;
17. Conseguir un retorno de la inversión satisfactorio;
18. Animar a la gente a visitar y volver;
19. Contribuir a una alta productividad».